# Красновішерський район
Красновішерський район (рос. Красновишерский район, комі-перм. Вишера район) — адміністративно-територіальна одиниця в складі Пермського краю Росії.
Адміністративний центр району — місто Красновішерськ.
1 січня 2020 року муніципальний район був скасований, а всі міські та сільські поселення об'єднані в муніципальне утворення Красновішерський міський округ.

## Географія
Район розташований в північно-східній частині Пермського краю в долині річки Вишера. Межує з Чердинським, Солікамського та Олександрівським районами краю, а також Республікою Комі та Свердловською областю.
Площа району — 15,4 тис.км², що становить 9,4 % від загальної площі краю. Територія багата на корисні копалини.

## Історія
Красновішерський район з центром в робочому селищі Красновішерськ утворений 13 січня 1941 року з 14 сільських рад, виділених з Чердинського району.

## Населення
Населення — 19 456 осіб (2020 рік).
Урбанізація
У міських умовах (місто Красновішерськ) проживають 76,25 % населення району.
Національний склад
За переписом 2002 року: росіяни — 89,7 %, комі-язьвиньці — 2,5 %.
На території району компактно проживають комі-язьвиньці, етнографічна група комі-перм'яків, або відособлена фінно-угорських народність.

## Економіка

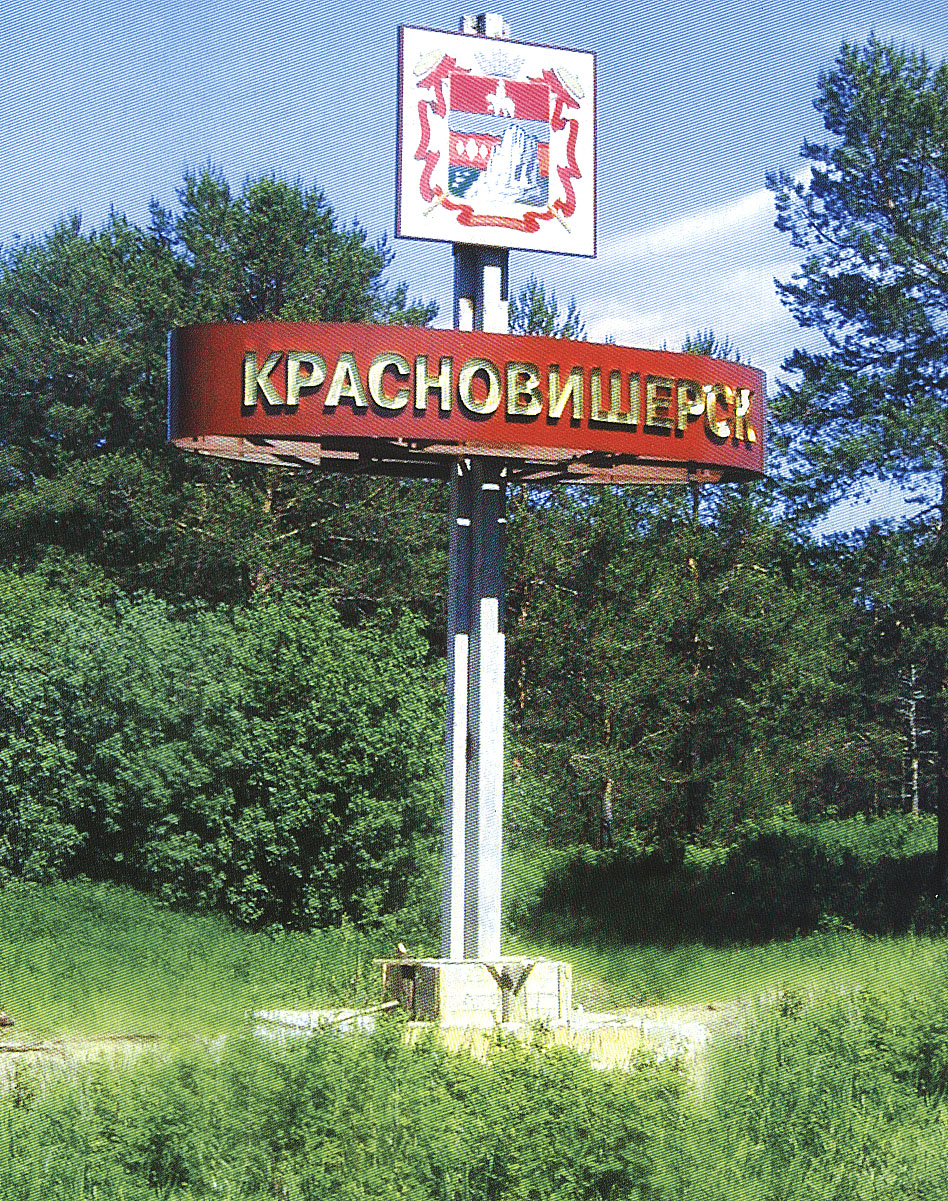
На шляху до міста

Район багатий рибою, дикими тваринами, має величезні запаси чистої питної води, в ньому зосереджена значна лісосировинних база.
В основі економіки району в основному лісозаготівельні підприємства.
Розробляються родовища алмазів, нафти, золота, газу, піску, глини, мінеральних вод та ін.
Сільське господарство орієнтоване на виробництво зерна, картоплі, овочів, м'яса.